# Атанас Канарев
Атанас Тодоров Кана̀рев е български опълченец, военен и пожарникар.

## Биография
Роден е през 1849 г. в Одрин. Участва във всички сражения на Българското опълчение в Руско-турската война от 1877 – 1878 г. Герой от боевете при Стара Загора и Шипка. След Освобождението служи в лебгвардейски хусарски полк в Руската империя. Завършва противопожарно училище в Петербург. След завръщането си в България, до 1890 г. е фелдфебел в Трети конен полк. След това е създател и пожарен командир в Кюстендил, а през 1894 създава противопожарната команда в Пловдив, която ръководи до 1926 г. По негова инициатива в образувана първата доброволна пожароспасителна дружина в Пловдив през 1925 г. Инструктор е на пожарните служби в Кюстендил, Одрин, Пазарджик, Асеновград и Стара Загора. Почива на 14 ноември 1948 г.

## Памет
Улица в квартал Захарна фабрика в Пловдив носи негово име, а на къщата, в която е живял е поставена паметна плоча.